# Svatoplukova garda

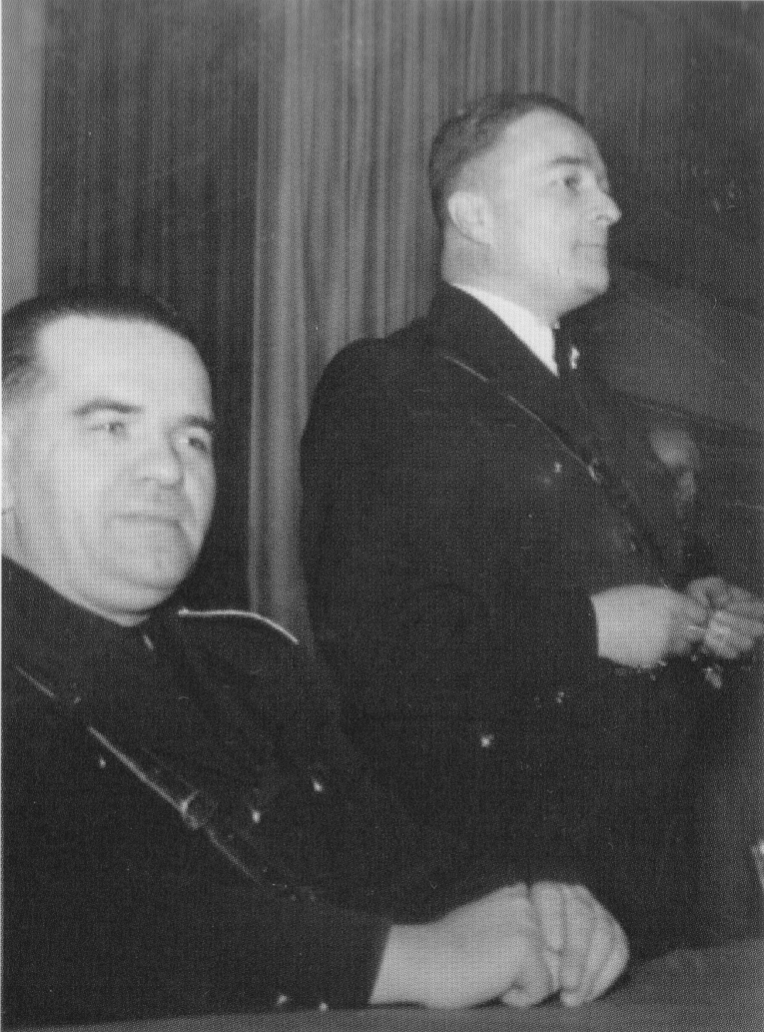
Hejtman SG František Směták a stojící Josef Rozsévač

Symbol (vlajka) fašistické a kolaborantské organizace Vlajka

Svatoplukova garda (obvykle ale používáno spíše v množném čísle tedy Svatoplukovy gardy, zkratka SG) byla elitní polovojenská (paramilitantní) úderná složka fašistické a kolaborantské organizace Vlajka. Nejvyšším (vrchním) velitelem Svatoplukových gard byl český fašistický politik, novinář a funkcionář Vlajky Jan Rys-Rozsévač (vlastním jménem Josef Rozsévač). Velitelskou pravomoc vykonával Arnošt Pořízka (později, od 10. února 1940, pak Jaroslav Čermák a od února roku 1941 Vojtěch Musil).

## Podrobně

### Historický úvod
Po vzoru italského fašismu vznikal český fašismus už ve 20. letech 20. století. Jedním z jeho hlavních rysů byla nenávist k Němcům. Po 15. březnu 1939 a nastolení Protektorátu Čechy a Morava většina fašistů kolaborovala s nacisty a zároveň čeští fašisté zatoužili i po politickém vlivu. Během protektorátu rychle vzniklo a zaniklo několik fašistických stran, které mezi sebou (krom rvaček členů různých frakcí a křídel) soupeřily především o moc. V pražském ústředí Vlajky v Myslíkově ulici (na adrese: Myslíkova 1959/15 (německy: Myslík–Gasse)) došlo 11. října 1939 ke sloučení několika fašistických skupin (s Vlajkou se sloučila část Národního tábora fašistického, Fašistické gardy z Moravské Ostravy, skupina Ing. Vlacha z Olomouce a Národní árijská kulturní fronta) do tzv. Českého národně socialistického tábora (ČNST). Ačkoliv tato organizace nebyla protektorátními úřady povolena, vyvíjela přesto činnost. V rámci této organizace vznikly SG.

### Geneze vzniku SG
Dne 19. listopadu 1938 byla v Moravské Ostravě založena tzv. Gajdova garda (GG), která měla na počátku ledna roku 1939 sílu asi 800 mužů. Jejím velitelem byl bývalý náčelník Junáků Národní obce fašistické (NOF) pro oblast Ostravska Emanuel Jančar. Tyto gardy byly už v lednu roku 1939 nařízením ministerstva vnitra zakázány, a to z důvodů násilných akcí a výtržností jejich gardistů. Část příslušníků Gajdových gard pak v období Protektorátu Čechy a Morava vstoupila do Svatoplukových gard. V srpnu roku 1939 byla zakázaná Gajdova garda přejmenována na Fašistické gardy (velitelem byl Arnošt Pořízka). Při vzniku Českého národně socialistického tábora (ČNST) (11. října 1939) se tyto gardy staly základem elitních úderných složek (oddílů) českých fašistů pod názvem Svatoplukovy gardy (SG). Tyto gardy se rozšířily po celém protektorátu, ale nejsilnější pozice a podporu měly na Ostravsku. Svatoplukovy gardy nebyly nikdy ozbrojeny, pokud ovšem nepočítáme boxery a nože. Velitelem SG byl ustanoven ostravský fašista Arnošt Pořízka. (Ten byl aktivní ve fašistickém hnutí již za první republiky.) V Praze byl ještě ustanoven náčelník štábu (hejtman) pražského křídla Svatoplukových gard, kterým se stal ambiciózní fašista a nebezpečný kolaborant František Směták. Svatoplukovy gardy měly dokonce i svoji vlastní uniformu. Její nošení na veřejnosti bylo ale většinou tvrdě postihováno, neboť organizace Vlajka nebyla legální.

### Organizační struktura a početní stavy SG
Vzorem pro Svatoplukovy gardy (SG) byly nacistické úderné oddíly Sturmabteilung (SA). Pro SG byla ambiciózně naplánována organizační struktura od nejmenší jednotky (družstva) až po největší jednotku (divizi), přičemž základní jednotkou byla rota (čítající 169 mužů). Celkem mělo být zřízeno až 16 pochodových pluků, a to po celém území Protektorátu Čechy a Morava. Plánované počty (celkem asi 50 tisíc mužů) se ale nepodařilo naplnit. (Navíc v hnutí SG došlo hned v únoru roku 1940 k rozkolu. Tehdy se ostravské křídlo odtrhlo od ČNST–Vlajky a vystupovalo samostatně.) Početní stavy SG lze odhadovat asi jen v celkové síle několika stovek mužů. V Praze sice početní stav členů SG dosahoval pouze 400 mužů, přesto ale patřily SG k nejpočetnější polovojenské organizaci v protektorátu.
V letních měsících 1940 disponovaly SG poměrně značným počtem stoupenců soudě podle toho, že na jejich veřejně pořádaných akcích v Moravské Ostravě se pravidelně scházelo až několik stovek osob. Dokladem toho je například účast 680 osob, členů a stoupenců Svatoplukových gard na přednášce vrchního velitele SG Arnošta Pořízky, která se uskutečnila 18. května 1940.

### Ideové zaměření SG
Rétorika a ideové zaměření SG vyznívalo pronacisticky se silným, až nenávistným protižidovským akcentem. Běžně gardisté požadovali například prohlášení bývalého prezidenta Edvarda Beneše za zrádce národa, propagovali zřizování pracovních táborů pro Židy a „osoby práce se štítící“, podporovali myšlenku kontroly školství ze strany českých „národovců“ (to jest představitelů SG a dalších kolaborantských organizací českých fašistů). V rezoluci (vztahující se k přednášce vrchního velitele SG Arnošta Pořízky z 18. května 1940) pak dále zaznívaly i požadavky na akceptování nacistické okupační správy, odmítání ideálů a demokratické praxe první republiky, jakož i důsledné zavedení platnosti norimberských rasových zákonů na celém území Protektorátu Čechy a Morava. V uvedené Pořízkově rezoluci kupříkladu dále gardisté požadovali „odstranění zločinného židovstva ze životního prostoru českého národa“, úplné hospodářské včlenění Protektorátu Čechy a Morava do nacistického Německa a předání českých rozhlasových stanic v Moravské Ostravě a Brně pod kontrolu gardistů. Verbální i tiskové projevy představitelů SG přejímaly dobové nacistické výrazivo.

### Svatoplukovy národní gardy
Během roku 1940 se František Směták spolu s Arnoštem Pořízkou pokusili převzít moc nad Svatoplukovými gardami. Ty tou dobou cvičily v Praze na Střeleckém ostrově a ve svém největším rozmachu měly asi 800 členů. Došlo k závažné roztržce mezi Janem Rysem-Rozsévačem na straně jedné a Františkem Smětákem a Arnoštem Pořízkou na straně druhé. Po roztržce byli František Směták i Arnošt Pořízka vyloučeni z řad členů Svatoplukových gard a ambiciózní František Směták si obratem založil vlastní organizaci, kterou nazval Svatoplukovy národní gardy. Tato organizace měla v době svého rozkvětu maximálně 30 členů, Směták ji řídil ze svého bytu (na adrese Praha 2, Korunní 716/5 (německy: Kronenstrasse)), zpočátku se svými muži cvičil, ale posléze mu došly peníze a jeho Svatoplukova národní garda se ještě během roku 1941 (po necelém půl roce své existence) definitivně rozpadla. 

### Dovětek
Po skončení druhé světové války byli odsouzeni Mimořádným lidovým soudem (MLS) v Moravské Ostravě zakladatelé Svatoplukových gard Arnošt Pořízka a Jakub Niemczyk k trestu odnětí svobody na dobu 20 let. Patnáctiletý trest odnětí svobody obdržel velitel Gajdových gard na Ostravsku Emanuel Jančar. Jan Rys-Rozsévač byl odsouzen Národním soudem v Praze v justičním paláci na Karlově náměstí k trestu smrti a dne 27. června 1946 v odpoledních hodinách (15:45) v Praze na Pankráci popraven jako první oběšením (po něm byli oběšeni další dva vlajkaři – Rozsévačův zástupce v organizaci Vlajka Josef Burda a mecenáš a velitel paramilitantních Svatoplukových gard Jaroslav Čermák). Žádosti o milost nebylo vyhověno. Během procesu s vlajkaři se všichni obžalovaní (a později i odsouzení) chovali klidně bez jediného slova. Jan Rys-Rozsévač se před oběšením mlčky pokřižoval. Uprchlý sekretář Vlajky Otakar Polívka byl odsouzen k trestu smrti oběšením v nepřítomnosti; Jindřich Thun-Hohenstein byl odsouzen na doživotí; Václav Aleš Cyphelly odešel s trestem 20 let odnětí svobody a Jindřich Streibl dostal vyměřeno osm let odnětí svobody.
František Směták byl v roce 1945 zatčen. Angažoval se totiž nejen v SG, ale byl i konfidentem gestapa. Mimořádným lidovým soudem (MLS) byl odsouzen k sedmi letům odnětí svobody. Po změně režimu v únoru 1948 se František Směták rychle zorientoval a již ve výkonu trestu se stal přesvědčeným komunistou. Po odpykání trestu pracoval nejprve v Uhelných skladech a (od roku 1954) jako veterinář v JZD. Zemřel v 70. letech 20. století.

### Historické stopy SG v Praze
| Období                             | Místo                                                                                       | Popis aktivity |
| ---------------------------------- | ------------------------------------------------------------------------------------------- | --- |
| 25. května 1939                    | Červená ulice (německy: Rote Gasse)                                                         | Nedaleko zde se nacházející Staronové synagogy provedl 25. května 1939 český fašista, člen Vlajky a SG Oldřich Rovný pumový útok, jenž zranil několik lidí. |
| 7. srpna 1940                      | Dušní 900/17                                                                                | Kolem 19.00 hodiny se před budovou ústředního sekretariátu Národního souručenství postupně sešlo asi 300 až 500 českých nacistů a fašistů, členů SG a členů Vlajky. Tento dav byl ozbrojen klacky, obušky, pendreky, boxery a lahvemi s kyselinou. Popud k tomuto srocení dalo zatčení vedoucího pražského kraje Národního souručenství Josefa Nestávala za jeho aktivitu v odboji. Přibližně kolem 19.30 zaútočil dav proti sekretariátu Národního souručenství. Sekretariát byl tou dobou hájen českými strážníky o síle 50 mužů. Na straně vlajkařů se do nastalé bitky zapojilo i několik příslušníků SS a s jejich pomocí se davu podařilo sekretariát Národního souručenství nakonec obsadit. Velení v dobyté budově se ujal důstojník Svatoplukových gard Vladislav Skalnička. Této akce se účastnil také Jindřich Thun-Hohenstein. Po 23.00 hodině se příslušníci SS dali na ústup, budova byla obklíčena českou policií a vlajkaři byli vyzváni ke kapitulaci. Krátce před půlnocí, kdy se vlajkaři stále odmítali vzdát, byla nakonec budova obsazena policií a vlajkaři z ní byli vytlačeni. Policie během tohoto incidentu zatkla asi 80 vlajkařů. Protektorátní vláda tento útok vyšetřila a následně vydal státní tajemník Úřadu říšského protektora Karl Hermann Frank prohlášení, že bez jeho přímého souhlasu se nesmí konat ani opakovat žádná akce přímo namířená proti oficiálním protektorátním institucím. |
| od 15. března 1939 do ledna 1943   | Myslíkova 1959/15 (německy: Myslík–Gasse)                                                   | Ve třech patrech v zadním traktu domu fungovalo (přibližně od 15. března 1939 až do ledna 1943) sídlo Vlajky. Dům byl současně „hlavním stanem“ Svatoplukových gard a zde také úřadoval náčelník štábu (hejtman) Svatoplukových gard a nebezpečný kolaborant František Směták. (Hlavní velitelství SG v čele s Arnoštem Pořízkou bylo v Ostravě.) Dne 10. února 1940 tady došlo k prudkému sporu mezi Františkem Smětákem na jedné straně a ostravskými fašisty Jakubem Niemczykem a Arnoštem Pořízkou na straně druhé. Celá hádka skončila inzultací obou ostravských fašistů, jejich vyhozením z budovy a následným vyloučením z Vlajky. Dne 9. srpna 1940 byly prostory sídla Vlajky prohledány českou policií jako reakce na incident v Sekretariátu Národního souručenství v Dušní ulici. Na začátku roku 1943 byly prostory sídla Vlajky uzavřeny v souvislosti s tím, jak tato organizace přestala existovat. |
| rok 1940                           | Slovanský ostrov a Žofín (Färberinsel)                                                      | Od ledna roku 1940 přibližně do léta roku 1940 na ostrově cvičili příslušníci SG (největší počet cvičících osob byl asi 150). V dubnu 1940 se zde konaly dvě schůze Vlajky. Na první z nich (10. dubna 1940) Jan Rys-Rozsévač požadoval pro Vlajku nadpoloviční většinu ve výboru Národního souručenství, druhá (veřejná) schůze měla účast asi 500 osob. (Obdobná akce 30. května 1940 registrovala 1000 osob a na akci 6. června 1940 se dostavilo dokonce 2800 lidí.) |
| 6. února 1940, 11. března 1940     | Lucerna (Štěpánská 704/61)                                                                  | V paláci Lucerna se dne 6. února 1940 konalo ve velkém sále Lucerny shromáždění Vlajky, Svatoplukových gard a dalších fašistů. Po skončení shromáždění pak v baru Lucerna došlo k roztržce mezi hejtmanem Svatoplukových gard Františkem Smětákem a jejich velitelem Arnoštem Pořízkou na jedné straně a Janem Rysem–Rozsévačem na straně druhé. Ještě ostřejší střet ale následoval o čtyři dny později v Myslíkově ulici, kde sídlil sekretariát ČNST–Vlajky. Dne 11. března 1940 se ve velkém sále Lucerny sešli představitelé Vlajky a toho dne na shromáždění dorazilo asi 3500 návštěvníků. Na tomto shromáždění požadovali představitelé Vlajky její úplnou legalizaci. Současně toho dne došlo v okolí Lucerny ale i přímo ve velkém sále Lucerny k potyčkám mezi jednotlivými skupinkami fašistů. |
| 6. dubna 1941, 5. června 1941      | Hotel Zlatá husa (dnes 2019 Ambassador), Václavské náměstí 840/5                            | Dne 6. dubna 1941 se uskutečnil v hotelu sjezd SG, který byl nazván „Radostný den SG“. Na tomto sjezdu Vojtěch Musil (nebezpečný konfident gestapa) vyhlásil program obnovy SG, založení sportovního klubu a cyklistických závodů. Ve svém projevu Jan Rys-Rozsévač ostře napadl jak exilovou vládu v Londýně, tak i vládu protektorátní. Dne 5. června 1941 se v hotelu uskutečnila schůzka českých fašistů a vlajkařů, na které Jan Rys-Rozsévač označil Emila Háchu za „degenerovaného starce“. |
| 9. února 1940                      | Hlavní nádraží (německy: Hauptbahnhof), Wilsonova 300/8                                     | V nádražní restauraci na Hlavním nádraží se dne 9. února 1940 konala schůzka ostravských fašistů Arnošta Pořízky a Jakuba Niemczyka na jedné straně s reprezentantem pražského křídla Svatoplukových gard Františkem Smětákem na straně druhé. Roztržka, k níž v nádražní restauraci došlo, pokračovala druhý den v sídle ČNST–Vlajky v Myslíkově ulici. |
| období protektorátu                | Korunní 716/5 (německy: Kronenstrasse)                                                      | Na této adrese bydlel František Směták. V jeho bytě byl rovněž štáb jím založených Svatoplukových národních gard, jejichž existence trvala od začátku roku 1941 necelých 6 měsíců. |
| Od 1. října 1941 do 28. dubna 1942 | Rozhlas (Vinohradská 1409/12)                                                               | V době od 1. října 1941 do 28. dubna 1942 vysílal rozhlas sérii relací „Co víte o Židech?“ a rovněž obdobnou sérii s názvem „Co víte o zednářích?“. Zpětně hodnoceno se jednalo o nejostřejší antisemitské a kolaborantské vysílání během protektorátu. Celý cyklus byl dílem člena ČNST–Vlajky a SG Aliose Kříže. |
| období protektorátu                | Jugoslávských partyzánů 636/20                                                              | V domě bydlel Mohamed Abdallah Brikcius – člen Vlajky a SG. V jím vydávaném časopise („Hlas moslimské náboženské obce“) byla za protektorátu zveřejňována řada antisemitských článků. |
| květen 1945                        | Novovysočanská 581/11 (v letech 1906 až 1940 Trocnovská), německy: Neuwissotschaner Strasse | V tomto domě bydlel MUDr. Josef Chvojka – člen Vlajky, SG, konfident gestapa a činovník Veřejné osvětové služby. Jeho manželka Vlasta Chvojková dne 5. května 1945 v ulici „Na Krejcárku“ udávala příslušníkům SA z posádky na Pražačce, který z obyvatel v jejím okolí se pokusil ozbrojit a připojit k Pražskému květnovému povstání. Oba manželé během Pražského květnového povstání spolupracovali s německými vojáky. |

### Kuriozity
- Potenciální zájemci o členství v řadách SG museli dokládat svůj arijský původ a to 7 rodných listů nazpět.[5] U velitelských funkcí v SG bylo třeba doložit arijský původ až do roku 1300.[5]
- Gardistické hodnosti (celkem 17) ve SG byly zcela originální a vyplývaly z jazykového puritánství českých fašistů. Ve výčtu jsou seřazeny od nejnižší hodnosti (1. – gardista) k té nejvyšší (17. – náčelník):[5]

1. gardista
2. podhlukvod
3. hlukvod
4. poddružvod
5. družvod
6. podrodvod
7. rodvod
8. nadrodvod
9. podzdrojvod
10. zdrojvod
11. podhoufvod
12. houfvod
13. podkmenvod
14. kmenvod
15. svorvod
16. místonáčelník
17. náčelník